# Lubuk Betung (Rokan IV Koto)
Lubuk Betung is een bestuurslaag in het regentschap Rokan Hulu van de provincie Riau, Indonesië. Lubuk Betung telt 1208 inwoners (volkstelling 2010).